# Kinderboerderij

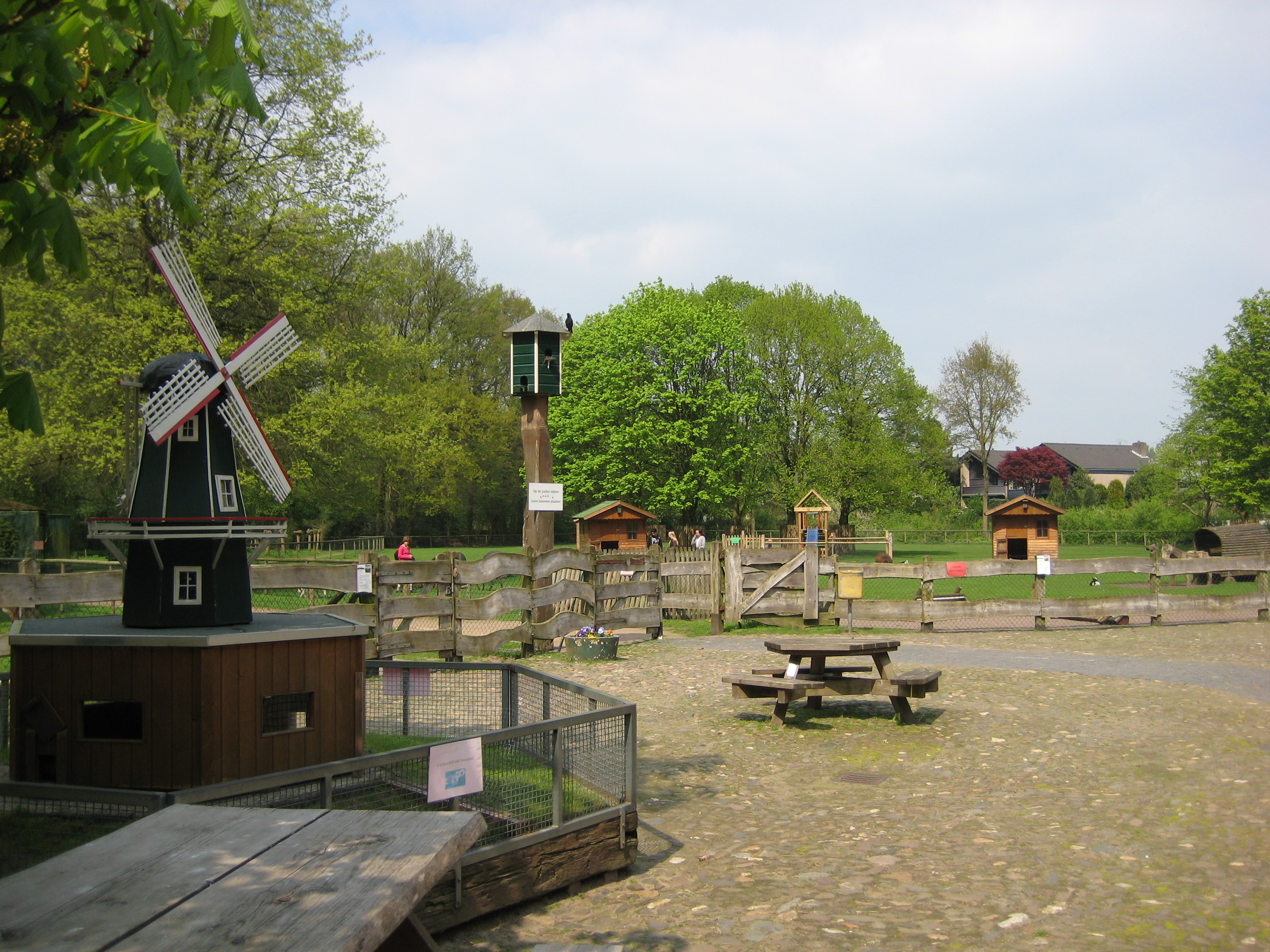
Kinderboerderij

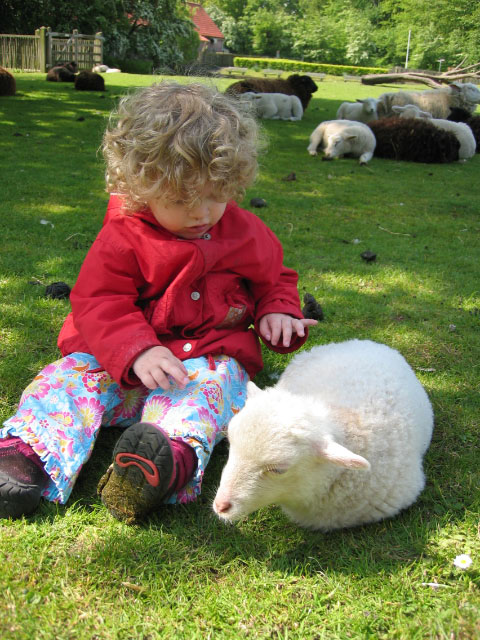
Dicht bij de dieren

Een kinderboerderij is een boerderij die openbaar toegankelijk is voor het publiek. Op de kinderboerderij worden veel verschillende boerderijdieren in doorgaans lage aantallen gehouden. De meest gehouden dieren zijn geiten, schapen, paarden, koeien, ganzen, konijnen, varkens, kippen, eenden en vele andere (boerderij)dieren. De eerste kinderboerderij van Nederland werd in 1939 geopend door Artis.
Kinderboerderijen zijn speciaal ingericht om kinderen kennis te laten maken met boerderijdieren en de verzorging daarvan. Ze hebben zowel een educatieve als recreatieve functie. De meeste zijn ontstaan nadat Nederland in de jaren 1950 steeds verder verstedelijkte. Doel was kinderen (en volwassen) in contact te brengen met boerderijdieren. De boerderijen zijn doorgaans eigendom van een gemeente, stichting, vereniging of zorginstelling. Publieke dierhouderijen die niet betreden kunnen worden zijn te omschrijven als dierenweides.
Volgens de Vereniging voor Stads- en Kinderboerderijen Nederland (vSKBN) zijn er naar schatting zo’n 550 tot 600 kinderboerderijen en dierenweides (inclusief hertenkampen) met een totaal bezoekersaantal tussen de 25 en 30 miljoen. Het kan in een buurt een ontmoetingsplek zijn voor jong en oud. Sommige zijn in het kader van het duurzaamheidsstreven een Wecycle inleverplek voor kleine elektrische apparatuur en gebruikt vet of olie.
Soms komt het voor dat een kinderboerderij ook exotische dieren bezit. Wanneer er meer dan tien exotische diersoorten aan het publiek worden getoond, dient zo'n kinderboerderij volgens het Dierentuinenbesluit over een vergunning te beschikken. De invoering van de Positieflijst voor huisdieren (in Nederland) kan ook een verdere stimulans zijn voor kinderboerderijen en andere instanties om een dierentuinvergunning aan te vragen. De kinderboerderijen zonder een dierentuinvergunning maar met zoogdiersoorten die niet op de positieflijst staan zullen hun gehouden collectie verder houden en dieren die sterven niet mogen vervangen, tevens mogen ze niet -met de door hun gehouden niet op de positieflijst genoemde diersoort- kweken. Ze kunnen natuurlijk zonder dierentuinvergunning wel kiezen voor een diersoort die op de positieflijst staat, en daarmee hun niet op de positieflijst staande diersoort vervangen.